# Дерусова, Инна Николаевна
Инна Николаевна Дерусова (укр. Інна Миколаївна Дерусова; 5 февраля 1970, Кривой Рог, Днепропетровская область — 26 февраля 2022, Ахтырка, Сумская область) ― сержант Вооружённых сил Украины, Герой Украины (12 марта 2022, посмертно).

## Биография
Родилась 5 февраля 1970 года в городе Кривой Рог.
Окончила Криворожское медицинское училище и Тернопольский национальный педагогический университет имени В. Гнатюка. Работала медицинской сестрой в детском саду.
В 2015 году пришла в ряды военных, выполняла задачи командования в локациях Авдеевки, Пески, Ореховое.
12 декабря 2021 года была награждена медалью «Защитника Отчизны» в честь Дня Сухопутных войск Украины.
Погибла 26 февраля 2022 года от обстрелов российских войск, оказывая медицинскую помощь раненым военнослужащим.

## Награды
- Звание «Герой Украины» и орден «Золотая Звезда» (12 марта 2022, посмертно) — за личное мужество и героизм, проявленные при защите государственного суверенитета и территориальной целостности Украины, верность воинской присяге[1]
- Медаль «Защитнику Отчизны» (12 декабря 2021) — за личное мужество и самоотверженные действия, проявленные при защите государственного суверенитета и территориальной целостности Украины, образцовое выполнение воинской обязанности[2]
- Почётный гражданин Кривого Рога (2023).